# ニック・カステヤノス
- ニック・カステラノス

ニコラス・アレクサンダー・カステヤノス（Nicholas Alexander Castellanos , 1992年3月4日 - ）は、アメリカ合衆国フロリダ州デイビー出身のプロ野球選手（外野手）。右投右打。MLBのフィラデルフィア・フィリーズ所属。登録名および愛称は「ニック」（Nick）、「アーティスト」（Artist）。
2017年から2019年まではニコラス・カステヤノスの登録名でプレーしていた。アクセントの誤用を避けるためにカステヤーノスと表記されることもある。

## 経歴

### プロ入りとタイガース時代

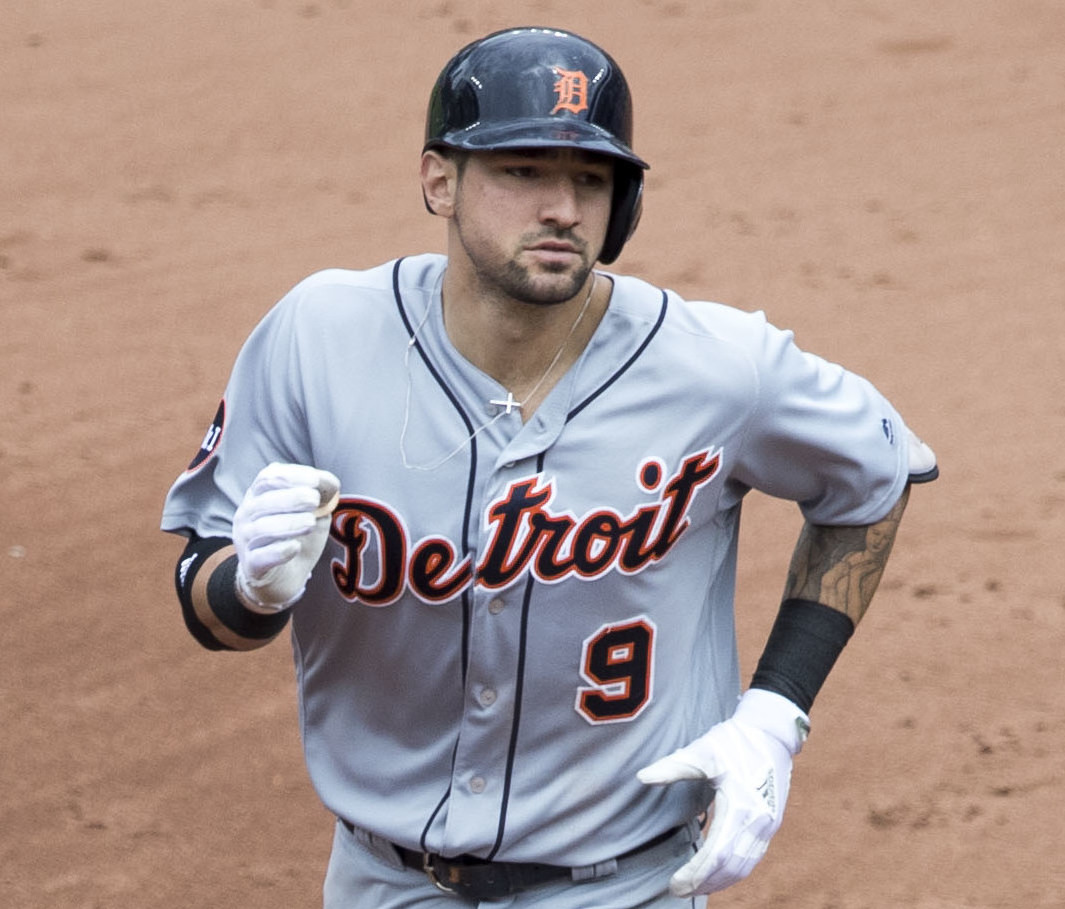
デトロイト・タイガース時代
（2017年8月6日）

2010年のMLBドラフト1巡目追補（全体44位）でデトロイト・タイガースから指名され、8月16日に入団。高校時代は遊撃手だったが、プロ入りと同時に三塁手にコンバートされた。この年、傘下のルーキー級ガルフ・コーストリーグ・タイガースでプロデビュー。7試合に出場して打率.333、3打点を記録した。
2011年はA級ウェストミシガン・ホワイトキャップスでプレーし、135試合に出場して打率.312、7本塁打、76打点、3盗塁を記録した。
2012年はA+級レイクランド・フライングタイガースに昇格。55試合に出場して打率.405、3本塁打、32打点、3盗塁と結果を残し、6月4日にAA級エリー・シーウルブズに昇格した。79試合に出場して打率.264、7本塁打、25打点、5盗塁を記録した。AA級エリー昇格後は主に右翼手として51試合に出場した。オールスター・フューチャーズゲームではMVPを獲得した。
2013年はAAA級トレド・マッドヘンズで開幕を迎えた。134試合に出場して打率.276、18本塁打、76打点、4盗塁を記録した。AAA級トレドでは全て外野手として出場した。セプテンバー・コールアップとなる9月1日に40人枠入りし、メジャー初昇格を果たした。同日のクリーブランド・インディアンス戦でデビューした。代打として出場し、2打数無安打だった。この年メジャーは11試合に出場して打率.278だった。オフの11月20日に一塁手のプリンス・フィルダーがテキサス・レンジャーズへ移籍。タイガースGMのデーブ・ドンブロウスキーは翌年から三塁手のミゲル・カブレラを一塁手として起用し、カステヤノスを三塁手として起用する考えを明らかにした。
2014年2月24日にタイガースと1年契約に合意した。三塁のレギュラー1年目のシーズンで規定打席に到達し、打率.259、11本塁打、66打点、2盗塁を記録した。
2015年は、154試合に出場した。打率こそ前年とほぼ同水準の.255だったが、15本塁打、73打点はいずれも数字を上積みした。しかし、出場試合数の増加に伴い、三振も12個増えた。
2016年は、オールスターブレイクまでに85試合に出場し、打率.302、17本塁打、51打点、OPS.875と好調だった。後半戦は多少調子を落としつつも8月に左手に死球を受けて戦線離脱。これが長期に及んだ影響もあって、その後は成績が伸びず、最終的には110試合に出場して打率.285、18本塁打、58打点に留まった。守備面では改善が見られず、108試合の三塁守備で9失策・守備率.965だった。
2017年から登録名をニコラス・カステヤノスへ変更した。ただ呼ぶ時は愛称のニックでいいとしていた。同年は157試合の出場で打率.272、26本塁打、101打点の成績を残し、自身初の100打点越えとリーグ最多の10三塁打を記録した。守備面では9月からはヘイメル・キャンデラリオが三塁手に固定されたことにより、右翼手として起用された。三塁手として4年間で通算527試合、54失策（守備率.955）だった。
2018年は右翼手へ完全にコンバートされた。8月13日のシカゴ・ホワイトソックス戦で5打数5安打、5打点の活躍、その週のプレイヤー・オブ・ザ・ウィークに選出された。最終成績でも157試合の出場で打率.298、23本塁打、89打点、46二塁打（リーグ4位）を記録した。
2019年7月21日のトロント・ブルージェイズ戦で自身初のサヨナラ本塁打を記録した。タイガースで100試合に出場し、打率.273、37二塁打、11本塁打、37打点、出塁率.328を記録した。

### カブス時代

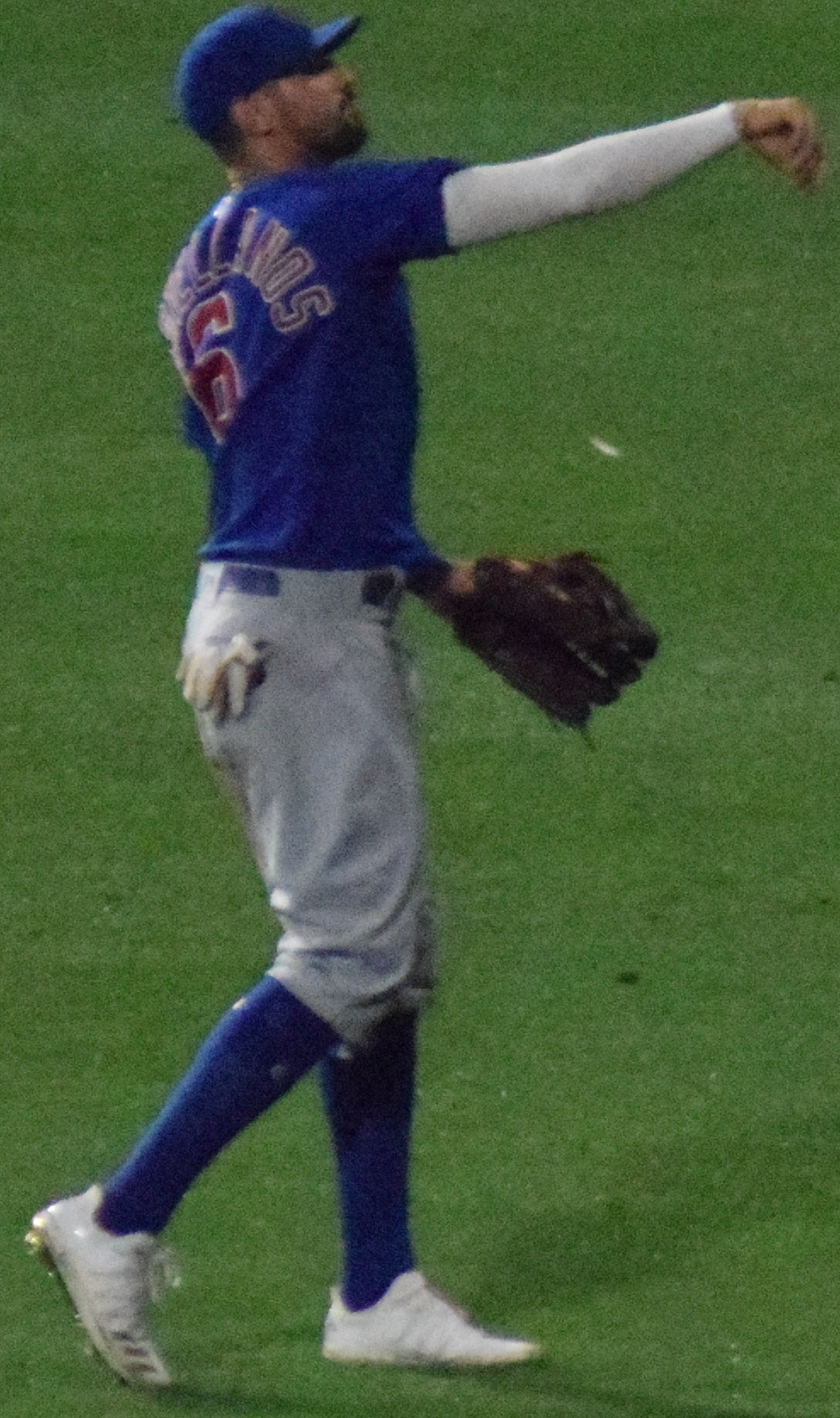
シカゴ・カブス時代
（2019年8月13日）

2019年7月31日にアレックス・ランジ、ポール・リチャンとのトレードでシカゴ・カブスへ移籍した。カブスでは51試合に出場して打率.321、16本塁打、36打点、出塁率.356を記録し、68安打中21二塁打と、安打の3本に1本に二塁打を記録した。最終的には両リーグを渡り歩き、151試合に出場して打率.289、自己最多の27本塁打、73打点で、出塁率.337を記録した。また、58二塁打は両リーグ合算での記録となったものの、MLBシーズン歴代10位を記録し、右打者では1936年のジョー・メドウィック以来となる83年ぶりの快挙となった。塁打数は3年連続で300を超えた。オフの10月31日にFAとなった。

### レッズ時代
2020年1月27日にシンシナティ・レッズと4年総額6400万ドルで契約を結んだ。オプションとして2020年と2021年シーズンのオプトアウト、MVPやオールスターゲーム選出をはじめとする表彰等での出来高が含まれる。また、2024年シーズンの選択権を相互が所持し、バイアウトの際は200万ドルが支払われる。このオフの外野手としては最高額の契約であり、前月に同じくFAでレッズに加入したマイク・ムスタカスと同額の大型契約であった。レッズ移籍を機に登録名を元のニック・カステヤノスへ戻した。
同年はCOVID-19の影響で60試合制となる中で全試合に出場し、打率は.225と低迷したが、14本塁打を記録し、自身2度目のポストシーズンに出場した。
2021年4月3日のセントルイス・カージナルス戦でジェイク・ウッドフォードから死球を受けて出塁し、捕逸の間に本塁に帰塁しタッチアウトになったが、その際にウッドフォードを恫喝し、両チーム入り乱れる乱闘となり、カステヤノスは退場処分、2試合の出場停止処分を受けた。5月2日のシカゴ・カブス戦では5安打、2本塁打かつ延長10回裏にサヨナラ安打を記録する大活躍だった。6月5日まで21試合連続安打を記録した。7月1日にオールスターゲームのファン投票の外野手部門でロナルド・アクーニャ・ジュニアに次ぐ2位となり、チームメートのジェシー・ウィンカーと共に初選出された。オールスターゲーム前日の7月12日に「5番 右翼手」で先発出場することが発表された。7月13日に開催されたオールスターゲームでは2回にオールスターゲーム初打席に立ってホワイトソックスのランス・リンと対決したが凡退した。この年は最終的に打率.309、34本塁打、100打点の成績を記録した。オフの11月4日にオプトアウトの権利を行使してFAとなり、球団から提示された1840万ドルのクオリファイング・オファーを拒否した。23日に自身初めてオールMLBセカンドチームの外野手の1人に選出された。

### フィリーズ時代
2022年3月22日にフィラデルフィア・フィリーズと5年総額1億ドルの契約を結んだ。
2023年7月2日に選手間投票で通算2度目となるオールスターゲームに選出された。 同年のディビジョンシリーズの第3戦と第4戦でそれぞれ2本塁打を放ち、ポストシーズンにおいて2試合連続で2本の本塁打を放った初の選手となった。さらにナショナルリーグチャンピオンシップシリーズの第1戦では、最初の打席で本塁打を打ち、ポストシーズン3試合で5本塁打を放った初の選手となった。

## 詳細情報

### 年度別打撃成績
| 年 度     | 球 団     | 試 合 | 打 席 | 打 数 | 得 点 | 安 打 | 二 塁 打 | 三 塁 打 | 本 塁 打 | 塁 打 | 打 点 | 盗 塁 | 盗 塁 死 | 犠 打 | 犠 飛 | 四 球 | 敬 遠 | 死 球 | 三 振 | 併 殺 打 | 打 率 | 出 塁 率 | 長 打 率 | O P S |
| --------- | --------- | ----- | ----- | ----- | ----- | ----- | -------- | -------- | -------- | ----- | ----- | ----- | -------- | ----- | ----- | ----- | ----- | ----- | ----- | -------- | ----- | -------- | -------- | ----- |
| 2013      | DET       | 11    | 18    | 18    | 1     | 5     | 0        | 0        | 0        | 5     | 0     | 0     | 0        | 0     | 0     | 0     | 0     | 0     | 1     | 0        | .278  | .278     | .278     | .556  |
| 2014      | DET       | 148   | 579   | 533   | 50    | 138   | 31       | 4        | 11       | 210   | 66    | 2     | 2        | 0     | 7     | 36    | 3     | 3     | 140   | 7        | .259  | .306     | .394     | .700  |
| 2015      | DET       | 154   | 595   | 549   | 42    | 140   | 33       | 6        | 15       | 230   | 73    | 0     | 3        | 0     | 6     | 39    | 1     | 1     | 152   | 21       | .255  | .303     | .419     | .721  |
| 2016      | DET       | 110   | 447   | 411   | 54    | 117   | 25       | 4        | 18       | 204   | 58    | 1     | 1        | 0     | 5     | 28    | 1     | 3     | 111   | 4        | .285  | .331     | .496     | .827  |
| 2017      | DET       | 157   | 665   | 614   | 73    | 167   | 36       | 10       | 26       | 301   | 101   | 4     | 5        | 0     | 5     | 41    | 0     | 5     | 142   | 12       | .272  | .320     | .490     | .811  |
| 2018      | DET       | 157   | 678   | 620   | 88    | 185   | 46       | 5        | 23       | 310   | 89    | 2     | 1        | 0     | 3     | 49    | 5     | 6     | 151   | 8        | .298  | .354     | .500     | .854  |
| 2019      | DET       | 100   | 439   | 403   | 57    | 110   | 37       | 3        | 11       | 186   | 37    | 2     | 1        | 0     | 2     | 31    | 1     | 3     | 96    | 7        | .273  | .328     | .462     | .790  |
| 2019      | CHC       | 51    | 225   | 212   | 43    | 68    | 21       | 0        | 16       | 137   | 36    | 0     | 1        | 0     | 1     | 10    | 0     | 2     | 47    | 5        | .321  | .356     | .646     | 1.002 |
| '19計     | CHC       | 151   | 664   | 615   | 100   | 178   | 58       | 3        | 27       | 323   | 73    | 2     | 2        | 0     | 3     | 41    | 1     | 5     | 143   | 12       | .289  | .337     | .525     | .863  |
| 2020      | CIN       | 60    | 242   | 218   | 37    | 49    | 11       | 2        | 14       | 106   | 34    | 0     | 2        | 0     | 1     | 19    | 1     | 4     | 69    | 5        | .225  | .298     | .486     | .784  |
| 2021      | CIN       | 138   | 585   | 531   | 95    | 164   | 38       | 1        | 34       | 306   | 100   | 3     | 1        | 0     | 6     | 41    | 5     | 7     | 121   | 16       | .309  | .362     | .576     | .939  |
| 2022      | PHI       | 136   | 558   | 524   | 56    | 138   | 27       | 0        | 13       | 204   | 62    | 7     | 1        | 0     | 2     | 29    | 0     | 3     | 130   | 15       | .263  | .305     | .389     | .694  |
| 2023      | PHI       | 157   | 671   | 626   | 79    | 170   | 37       | 2        | 29       | 298   | 106   | 11    | 2        | 0     | 6     | 36    | 0     | 3     | 185   | 17       | .272  | .311     | .476     | .788  |
| 2024      | PHI       | 162   | 659   | 606   | 80    | 154   | 30       | 4        | 23       | 261   | 86    | 6     | 2        | 0     | 2     | 41    | 2     | 10    | 139   | 14       | .254  | .311     | .431     | .742  |
| MLB：12年 | MLB：12年 | 1541  | 6361  | 5865  | 755   | 1605  | 372      | 41       | 233      | 2758  | 848   | 38    | 22       | 0     | 46    | 400   | 19    | 50    | 1484  | 131      | .274  | .323     | .470     | .793  |

- 2024年度シーズン終了時
- 各年度の太字はリーグ最高

### 年度別守備成績
| 年 度 | 球 団 | 三塁（3B） | 三塁（3B） | 三塁（3B） | 三塁（3B） | 三塁（3B） | 三塁（3B） | 左翼（LF） | 左翼（LF） | 左翼（LF） | 左翼（LF） | 左翼（LF） | 左翼（LF） | 右翼（RF） | 右翼（RF） | 右翼（RF） | 右翼（RF） | 右翼（RF） | 右翼（RF） |
| 年 度 | 球 団 | 試 合      | 刺 殺      | 補 殺      | 失 策      | 併 殺      | 守 備 率   | 試 合      | 刺 殺      | 補 殺      | 失 策      | 併 殺      | 守 備 率   | 試 合      | 刺 殺      | 補 殺      | 失 策      | 併 殺      | 守 備 率   |
| ----- | ----- | ---------- | ---------- | ---------- | ---------- | ---------- | ---------- | ---------- | ---------- | ---------- | ---------- | ---------- | ---------- | ---------- | ---------- | ---------- | ---------- | ---------- | ---------- |
| 2013  | DET   | -          | -          | -          | -          | -          | -          | 9          | 5          | 0          | 0          | 0          | 1.000      | -          | -          | -          | -          | -          | -          |
| 2014  | DET   | 145        | 75         | 212        | 15         | 22         | .950       | -          | -          | -          | -          | -          | -          | -          | -          | -          | -          | -          | -          |
| 2015  | DET   | 145        | 92         | 249        | 12         | 27         | .966       | -          | -          | -          | -          | -          | -          | -          | -          | -          | -          | -          | -          |
| 2016  | DET   | 108        | 66         | 184        | 9          | 12         | .965       | -          | -          | -          | -          | -          | -          | -          | -          | -          | -          | -          | -          |
| 2017  | DET   | 129        | 77         | 202        | 18         | 21         | .939       | -          | -          | -          | -          | -          | -          | 21         | 26         | 0          | 1          | 0          | .963       |
| 2018  | DET   | -          | -          | -          | -          | -          | -          | -          | -          | -          | -          | -          | -          | 142        | 287        | 10         | 3          | 0          | .990       |
| 2019  | DET   | -          | -          | -          | -          | -          | -          | -          | -          | -          | -          | -          | -          | 89         | 200        | 3          | 2          | 0          | .990       |
| 2019  | CHC   | -          | -          | -          | -          | -          | -          | 11         | 8          | 0          | 0          | 0          | 1.000      | 48         | 81         | 3          | 0          | 1          | 1.000      |
| '19計 | CHC   | -          | -          | -          | -          | -          | -          | 11         | 8          | 0          | 0          | 0          | 1.000      | 137        | 281        | 6          | 2          | 1          | .993       |
| 2020  | CIN   | -          | -          | -          | -          | -          | -          | -          | -          | -          | -          | -          | -          | 57         | 78         | 1          | 3          | 0          | .963       |
| 2021  | CIN   | -          | -          | -          | -          | -          | -          | -          | -          | -          | -          | -          | -          | 135        | 226        | 7          | 2          | 0          | .991       |
| 2022  | PHI   | -          | -          | -          | -          | -          | -          | 3          | 5          | 0          | 0          | 0          | 1.000      | 121        | 217        | 8          | 0          | 3          | 1.000      |
| 2023  | PHI   | -          | -          | -          | -          | -          | -          | -          | -          | -          | -          | -          | -          | 148        | 254        | 10         | 0          | 4          | 1.000      |
| 2024  | PHI   | -          | -          | -          | -          | -          | -          | -          | -          | -          | -          | -          | -          | 157        | 263        | 3          | 3          | 0          | .989       |
| MLB   | MLB   | 527        | 310        | 847        | 54         | 82         | .955       | 23         | 18         | 0          | 0          | 0          | 1.000      | 918        | 1632       | 45         | 14         | 8          | .992       |

- 2024年度シーズン終了時
- 各年度の太字はリーグ最高

### 表彰
MiLB
- オールスター・フューチャーズゲームMVP：1回（2012年）

MLB
- シルバースラッガー賞（外野手部門）：1回（2021年）
- プレイヤー・オブ・ザ・ウィーク：1回（2018年8月13日 - 19日）
- オールMLBチーム[35]
  - セカンドチーム外野手：1回（2021年）

### 記録
MiLB
- オールスター・フューチャーズゲーム選出：1回（2012年）

MLB
- MLBオールスターゲーム選出：2回（2021年、2023年）
- シーズン二塁打：58本（2019年）※MLB歴代10位、右打者としては4位[36]

### 背番号
- 30（2013年）
- 9（2014年 - 2019年7月30日）
- 6（2019年8月1日 - 同年終了）
- 2（2020年 - 2021年）
- 8（2022年 - ）